# Emmerthal
Emmerthal település Németországban, azon belül Alsó-Szászország tartományban. Lakosainak száma 9887 fő (2023. december 31.). Emmerthal Aerzen és Coppenbrügge községekkel határos.

## Népesség
A település népességének változása:
| Lakosok száma | 9876 | 9882 | 9847 | 9710 | 9811 | 9855 | 9887 |
|               | 2015 | 2016 | 2017 | 2019 | 2021 | 2022 | 2023 |